# George Turberville
George Turberville, o Turbervile va ser un erudit i poeta anglès que va viure (ca 1540 – fins 1597).

## Vida
Era el segon fill d'Henry Turberville de Winterborne Whitechurch, Dorset, i nebot de James Turberville, Bisbe d'Exeter. Els Turberville eren una antiga família de Dorsetshire, i van servir d'inspiració de la novel·la de Thomas Hardy,Tess of the d'Urbervilles.
Turberville va esdevenir un erudit d'Universitat de Winchester el 1554, i el 1561 es va convertir en professor del New College d'Oxford. En 1562 va començar per estudiar dret a Londres, i va obtenir certa reputació, segons Anthony Wood, com a poeta i home de negocis. Va acompanyar Thomas Randolph en una missió especial a Moscou a la cort d'Ivan el Terrible el 1568. D'aquest viatge en sortien els Poems describing the Places and Manners of the Country and People of Russia esmentades per Wood, només n'han sobreviscut tres lletres mètriques que descriuen les seves aventures, i que van ser reimpreses als Hakluyt's Voyages (1589).
Als seus Epitaphs, Epigrams, Songs and Sonnets van aparèixer "novament corregides amb addicions" el 1567. En el mateix any es van publicar traduccions del Heroycall Epístoles d'Ovidi, i del Eglogs of Mantuan (Battista Spagnuoli, també conegut com Mantuanus), i el 1568 A Plaine Path to Perfect Vertue from Dominicus Mancinus; i The Book of Falconry or Hawking and the Noble Art of Venerie (impresos conjuntament el 1575). Les dues obres son atribuides a Turberville, tot i que la segona es tracta d'una traducció de l'obra The Noble Arte of Venerie or Hunting de George Gascoigne a partir del tractat La Vénerie de Jacques du Fouilloux, (1561). Se'l considera però el primer autor en llengua anglesa en escriure sobre malalties de gossos.
La pàgina de títol del seu Tragical Tales (1587), els quals són traduccions des de Boccaccio i Bandello, diu que el llibre va ser escrit al temps de l'autor producte de l'alcoholisme i abús d'opiacis.